# ASL Airlines Belgium
ASL Airlines Belgium, tên cũ là TNT Airways, (mã IATA = 3V, mã ICAO = TAY) là hãng hàng không, trụ sở ở Liège, Bỉ. Hãng có dịch vụ vận chuyển hàng hóa và chở khách thuê bao trên khắp thế giới. Căn cứ chính của hãng ở Sân bay Liège.

## Lịch sử
TNT Airways được Tập đoàn Bưu điện TNT N.V. thành lập năm 1999 và là thành viên của mạng lưới vận tải TNT Express. TNT Airways có các chuyến bay chở hàng hóa trên 67 sân bay mỗi ngày (chủ yếu ở châu Âu). Tháng 4/2004 hãng bắt đầu có các chuyến bay chở khách thuê bao.

## Đội máy bay
Đội máy bay của TNT Airways gốm các máy bay sau: